# Fondo (finanza)
Il fondo, in materia finanziaria, indica l'insieme dei mezzi monetari che si detiene in un dato periodo per uno scopo determinato.

## Descrizione
I fondi costituenti patrimonio o parte di patrimonio hanno una speciale destinazione fissata dalla legge o dalla volontà del proprietario, pertanto possono avere solo autonomia contabile o essere riconosciuti come persona giuridica avente non di rado, come unica finalità, la gestione.
Fra le poste contabili di un'impresa hanno grande rilevanza i fondi che rappresentano rettifiche di poste dell'attivo o del passivo, come i vari fondi ammortamento, i fondi rischi, il fondo svalutazione crediti, il fondo rivalutazione impianti e i fondi che rappresentano quote del capitale netto, come alcuni fondi di riserva.
Appartengono ai fondi che operano da intermediario finanziario con fini specifici il fondo comune di investimento, il fondo pensione e i trust.

## Classificazione
In tale classificazione possono essere ricompresi:
1) i sinking fund, accantonati periodicamente da una società per il riscatto di obbligazioni e altri prestiti;
2) i fondi costituiti da uno Stato, da un altro ente pubblico o da un'impresa privata per accumulare risorse finanziarie da destinare al rimborso del debito obbligazionario sia alla naturale scadenza sia anticipatamente mediante riacquisto sul mercato;
3) i c.d. fondi neri, facenti capo ad enti od imprese non iscritti in bilancio e pertanto oggetto di contabilità separata e occulta, spesso impiegati per sovvenzionare attività o operazioni illegali o al limite della legalità;
4) i fondi patrimoniali, introdotti nell'ordinamento italiano dalla Legge 19 maggio 1975, n. 151 in sostituzione del patrimonio familiare, che possono essere costituiti sia prima sia durante il matrimonio da uno o da entrambi i coniugi per atto pubblico, o da un terzo, anche per testamento, così da vincolare determinati beni che vengono destinati a far fronte ai bisogni della famiglia, cessando a seguito dell'annullamento o dello scioglimento o della cessazione degli effetti civili del matrimonio;
5) i fondi di dotazione, patrimonio originario degli enti morali o anche complesso dei beni che un istituto di credito assegna a una sua sezione autonoma per il compimento delle sue specifiche operazioni;
6) i fondi di rotazione, tipicamente costituiti presso enti pubblici economici per sostenere iniziative specifiche sfruttando il principio della rotazione, impiegati per finanziamenti a tasso agevolato e utilizzati per incentivare altri progetti man mano che vengono rimborsati, tra cui il fondo di rotazione per la solidarietà alle vittime di reati di tipo mafioso;
7) i fondi segreti, speciali stanziamenti nel bilancio dello Stato destinati a coprire spese di carattere riservato, per le quali il rendiconto è generico e non documentato; il fondo sociale europeo, sorto nel 1957 nell'ambito della CEE, che favorisce, attraverso opportuni finanziamenti, la mobilità territoriale e professionale dei lavoratori.
I fondi costituenti posta contabile sono tipicamente collocati nella sezione del passivo o del netto dello stato patrimoniale e si distinguono in:
1) fondi speciali, indicati dalla legge finanziaria e iscritti nello stato di previsione della spesa del Ministero dell'economia e delle finanze per far fronte a spese derivanti da progetti di legge, che si prevede possano essere approvati nel corso degli esercizi finanziari compresi nel bilancio pluriennale per il perseguimento degli obiettivi indicati nel documento di programmazione economico-finanziaria;
2) fondi di riserva per spese impreviste, speciale capitolo del bilancio dello Stato italiano iscritto nello stato di previsione delle spese di parte corrente del Ministero dell'economia e delle finanze;
3) fondi di riserva per spese obbligatorie e d'ordine, altro specifico capitolo del bilancio dello Stato italiano dal quale, durante l'esercizio finanziario, possono prelevarsi somme occorrenti per il pagamento di residui passivi o per aumento di stanziamenti di capitoli di spese obbligatorie e d'ordine. 